# باچ‌بوکود
باچ‌بوکود (به مجاری: Bácsbokod) یک منطقهٔ مسکونی در مجارستان است که در ناحیه باچ‌الماش واقع شده‌است. باچبوکود ۶۳٫۹۳ کیلومتر مربع مساحت و ۲٬۵۶۷ نفر جمعیت دارد.